# Florjan Jelovčan
Florjan Jelovčan (ur. 1 lutego 1997) – słoweński skoczek narciarski, reprezentant klubu SSK Alpina Žiri. Złoty medalista zimowego olimpijskiego festiwalu młodzieży Europy (2013).
Wziął udział w Zimowym Olimpijskim Festiwalu Młodzieży Europy 2013. W zawodach indywidualnych był piąty, natomiast w konkursie drużynowym zdobył złoty medal. Drużyna słoweńska wystąpiła w nim w składzie: Nejc Seretinek, Cene Prevc, Jelovčan, Anže Lanišek.
W sierpniu 2013 wystąpił w konkursie cyklu FIS Cup, zajmując 55. miejsce w Kranju. Był to jego jedyny występ w zawodach tej rangi. W kolejnych latach w zawodach międzynarodowych startował głównie w Alpen Cup. Po raz ostatni miało to miejsce w marcu 2015.
Zdobywał medale mistrzostw Słowenii w zawodach drużynowych: zimą 2013 srebrny w drużynie męskiej, a latem 2013 złoty w drużynie mieszanej.

## Zimowy olimpijski festiwal młodzieży Europy

### Indywidualnie
| 2013 Râșnov | – | 5. miejsce |

### Drużynowo
| 2013 Râșnov | – | złoty medal |

### Starty F. Jelovčana na zimowym olimpijskim festiwalu młodzieży Europy – szczegółowo
| Miejsce | Dzień     | Rok  | Miejscowość | Skocznia                    | Punkt K | HS     | Konkurs  | Skok 1 | Skok 2 | Nota                  | Strata   | Zwycięzca  |
| ------- | --------- | ---- | ----------- | --------------------------- | ------- | ------ | -------- | ------ | ------ | --------------------- | -------- | ---------- |
| 5.      | 18 lutego | 2013 | Râșnov      | Trambulina Valea Cărbunării | K-90    | HS-100 | indywid. | 93,0 m | 92,0 m | 236,5 pkt             | 24,5 pkt | Cene Prevc |
| 1.      | 20 lutego | 2013 | Râșnov      | Trambulina Valea Cărbunării | K-90    | HS-100 | druż.    | 94,5 m | 93,5 m | 987,5 pkt (245,0 pkt) | –        | –          |

## FIS Cup

### Miejsca w poszczególnych konkursach FIS Cupu
| Sezon 2013/2014                                                               |         |         |         |        |        |       |       |          |          |          |          |            |            |        |        |          |          |             |             |        |        |          |          |        |        |        |        |        |        |        |        |        |        |        |        |        |        |        |        |        |        |        |
| Villach                                                                       | Villach | Szczyrk | Szczyrk | Kuopio | Kuopio | Kranj | Kranj | Zakopane | Zakopane | Frenštát | Frenštát | Einsiedeln | Einsiedeln | Râșnov | Râșnov | Notodden | Notodden | Brattleboro | Brattleboro | Râșnov | Râșnov | Zakopane | Zakopane | punkty | punkty | punkty | punkty | punkty | punkty | punkty | punkty | punkty | punkty | punkty | punkty | punkty | punkty | punkty | punkty | punkty | punkty | punkty |
| -                                                                             | -       | -       | -       | -      | -      | 55    | -     | -        | -        | -        | -        | -          | -          | -      | -      | -        | -        | -           | -           | -      | -      | -        | -        | 0      | 0      | 0      | 0      | 0      | 0      | 0      | 0      | 0      | 0      | 0      | 0      | 0      | 0      | 0      | 0      | 0      | 0      | 0      |
| Legenda                                                                       |         |         |         |        |        |       |       |          |          |          |          |            |            |        |        |          |          |             |             |        |        |          |          |        |        |        |        |        |        |        |        |        |        |        |        |        |        |        |        |        |        |        |
| 1 2 3 4-10 11-30 poniżej 30 dq – dyskwalifikacja - − zawodnik nie wystartował |         |         |         |        |        |       |       |          |          |          |          |            |            |        |        |          |          |             |             |        |        |          |          |        |        |        |        |        |        |        |        |        |        |        |        |        |        |        |        |        |        |        |